# المعاصر الرومانية (القصرين)
المعاصر الرومانية بالقصرين  هو معلم أثري تونسي مصنف من قبل المعهد الوطني للتراث يقع في ولاية القصرين في الجنوب الغربي التونسي، تحديدا في مدينة سيدي زرديد تم تصنيف المعلم في يوم 26 جانفي 1893.